# Henny (geslacht)
Henny is de naam van een Nederlands, van oorsprong Zwitsers geslacht dat in 1962 werd opgenomen in het Nederland's Patriciaat.

## Geschiedenis
De stamreeks begint met Jacob Hänni, landbouwer te Forst, die trouwde in 1683 met Anna Hälmern. Zijn achterkleinzoon, Christian (1760-1815), landbouwer, vestigde zich in Velp.
De familie Henny werd vooral bekend omdat twee broers van de familie mededaders waren in de zogenaamde Baarnse moordzaak. Daarnaast werd de familie bekend vanwege de Villa Henny (vanaf 2024: Villa Van 't Hoff), gebouwd in opdracht van een van de leden van de familie.
De familie werd in 1962 opgenomen in het Nederland's Patriciaat.

## Enkele telgen
Christian Hänni (Henny) (1760-1815), vestigde zich in Nederland
- Christiaan Hänni (Henny) (1789-1868), landbouwer te Velp, lid gemeenteraad van Rheden
  - Dirk Jan Adolf Henny (1836-1925), wethouder van Rheden
- Johannes Henny (1791-1866), stroopfabrikant
  - mr. Christiaan Pieter Henny (1819-1897), president gerechtshof en lid gemeenteraad te Arnhem, lid provinciale staten van Gelderland
    - mr. Johannes Eugenius Henny (1844-1917), landsadvocaat te Batavia, lid gedeputeerde staten van Noord-Holland, lid Raad van State
    - mr. Carel Anne Henny (1850-1893), landsadvocaat te Batavia
      - Max Adolf Henny (1885-1968), voetballer en bankier

    - mr. Christiaan Albert Henny (1860-1914)
      - dr. Christiaan Pieter Henny (1902-1973), directeur Conservatrix
        - Frans Boudewijn Henny (1943-2017), mededirecteur Conservatrix, als minderjarige mededader in de Baarnse moordzaak, vermeld in de Quote 500
        - John Ewout Henny (1944), mededirecteur Conservatrix, als minderjarige medeplichtig in de Baarnse moordzaak, vermeld in de Quote 500
- Carel Henny (1796-1841)
  - Christiaan Marianus Henny (1817-1906), lid gemeenteraad Zutphen, lid provinciale staten van Gelderland
    - Carel Henny (1855-1944), directeur Nederlanden van 1845

  - mr. Wessel Albert Henny (1825-1883), directeur van het Department van Onderwijs en Eredienst te Batavia
    - mr. Gerrit Jan Henny (1873-1961), directeur verzekeringsmaatschappijen
      - mr. Arnold Cornelis Henny (1906-1994), docent geschiedenis
        - Leonard Melchior Henny (1935-2011), Nederlandse filmmaker
- ds. Hendrik Henny (1799-1864)
  - Hendrik Christiaan Adolf Henny (1830-1895), lid provinciale staten van Noord-Holland
    - Anton Bernhard Henny (1872-1958), directeur Amsterdamse Liquidatiekas en consul van Italië te Amsterdam; opdrachtgever voor de Villa Henny van architect Robert van 't Hoff (1887-1979)